# 富永冬樹
富永 冬樹（とみなが ふゆき、生年不詳 - 1899年6月30日）は、明治時代の裁判官、翻訳家。岩倉使節団の一員。東京株式取引所理事も務めた。別名、一造、市造。

## 人物・経歴
江戸出身。代官手代の富永惣五郎の長男として生まれる。実弟（惣五郎の次男）は矢野二郎（高等商業学校校長、現・一橋大学）。
ペリー来航時に日本側通訳を務めた森山栄之助が、江戸小石川で開いていた英語塾で学ぶ。弟の二郎も同塾で学んでいる。
維新後に一造から冬樹へ改名。
1871年（明治4年）、田辺太一厄介（世話人）という身分で岩倉使節団に随行し、その後兵部理事官随行を命じられる。1873年（明治6年）に帰国。
1875年（明治8年）、司法七等判事。1878年（明治11年）、東京上等裁判所判事。1882年（明治15年）、東京控訴裁判所判事。1884年（明治17年）、松江始審裁判所長。1888年（明治21年）、京都始審裁判長を歴任したのち、大審院部長判事を務めた。1894年（明治27年）に辞職。
名裁判官ぶりから明治時代の大岡越前守として戦前の学校教科書にも載せられていたとされる。
子に富永敏麿。妹の益は、ハワイ移民局長・イタリア総領事だった中山譲治夫人。妹の栄は、三井財閥の益田孝夫人。孫は富永惣一。